# Rafał Wszędyrówny
Rafał Antoni Wszędyrówny (ur. 24 października 1910 w Czerwinie, zm. 13 lutego 1988 w Łomży) – polski działacz sportowy, piłkarz i trener ŁKS Łomża.

## Życiorys
Ojciec Rafała Wszędyrównego był leśnikiem. Wczesne dzieciństwo spędził w Łomży, a następnie razem z rodziną przeniósł się do Rosji. Po rewolucji październikowej powrócił do Łomży i ukończył szkołę powszechną, a następnie seminarium nauczycielskie. Pasjonował się sportem, uprawiał wioślarstwo i grał w piłkę nożną, od 1928 grał w młodszej drużynie piłkarskiej Łomżyńskiego Klubu Sportowego. Kilka miesięcy później powołano go do wojska, dwuletnią służbę odbywał na torpedowcu ORP Mewa. W tym czasie zainteresował się boksem, trenował pod kierunkiem por. Romualda Nałęcz-Tymińskiego, reprezentując III klub bokserski Flota Gdynia uczestniczył w mistrzostwach Marynarki Wojennej, walcząc w wadze półśredniej pokonał wówczas własnego trenera. Podczas odbywających się w 1929 w Poznaniu mistrzostw armii dotarł do półfinału. Po przejściu do rezerwy w październiku 1930 powrócił do Łomży, gdzie zorganizował sekcję bokserską, w której był zarówno instruktorem i kierownikiem jak i zawodnikiem. Od połowy lat 30. był również sędzią koszykówki, podjął wówczas działania zmierzające do aktywizacji młodzieżowej drużyny ŁKS. Grając w tym klubie uczestniczył w 178 meczach, pełnił funkcję pierwszego kapitana. Po zajęciu Łomży przez Armię Czerwoną wziął udział w 51 meczach drużyny Spartak Łomża, współpracował również z Miejskim Komitetem Kultury Fizycznej i Sportu, dzięki czemu uniknął deportacji do ZSRR, od października 1940 przewodniczył sekcji ciężkiej atletyki. Po wkroczeniu armii niemieckiej działalność sportowa w Łomży przestała istnieć. Od zakończenia II wojny światowej pełnił funkcję kierownika agendy ONZ ds. Pomocy i Rozbudowy (UNRRA), która zajmowała się rozdzielaniem środków pomocowych. W tym okresie był zawodnikiem drużyn RLS OMTUR i ŁKS, po 1948 był równocześnie trenerem, a od 1949 prezesem. Na przełomie 1949 i 1950 odbył kurs przygotowujący zawodowo wicedyrektorów szpitali i objął to stanowisko w szpitalu miejskim w Łomży, a od 1952 w Choroszczy. Od 1950 otrzymał tytuł sędziego piłki nożnej, a dwa lata później sędziego I klasy. W 1965 Polski Związek Piłki Nożnej nadał mu tytuł sędziego rzeczywistego, cztery lata później po sędziowaniu w 400 meczach piłki nożnej w okręgu białostockim otrzymał odznakę "Zasłużony sędzia PZPN". Po przejściu na emeryturę nie zaprzestał działalności w organizacjach sportowych, został również przewodniczącym Powiatowego Komitetu Kultury Fizycznej i Turystyki. W uznaniu wybitnych zasług dla rozwoju ŁKS w lutym 1975 Walne Zgromadzenie Członków przyznało Rafałowi Wszędyrównemu pierwszy w historii klubu tytuł „Członka Honorowego Łomżyńskiego Klubu Sportowego”. W kwietniu 1976 Polski Związek Piłki Nożnej nadał mu tytuł sędziego honorowego.

## Odznaczenia i wyróżnienia
- Odznaka honorowa „Za wzorową pracę w służbie zdrowia” /1952/;
- Złoty Krzyż Zasługi /1973/;
- Odznaka „Zasłużony Działacz Kultury Fizycznej” /1976/;
- Krzyż Kawalerski Orderu Odrodzenia Polski /1978/;
- Medal 30-lecia Polski Ludowej;
- Medal 40-lecia Polski Ludowej;
- Odznaka honorowa „Zasłużony Pracownik Państwowy”;
- Odznaka „Zasłużony Białostocczyźnie”;
- Odznaka „Za zasługi dla województwa łomżyńskiego”;

oraz odznaczenia PKOl, PZPN, LZS, SZS, LOK, TKKF.